# 艾登·皮爾斯
艾登·皮爾斯（英語：Aiden Pearce），也被稱為「私法制裁者」（The Vigilante）和「狐狸」（The Fox），是由育碧蒙特利尔開發的《看門狗》系列電子遊戲中的虛構角色。他在首款遊戲《看門狗》（2014）中首次登場，並由諾姆·詹金斯通過動作捕捉技術進行演繹。他還在《看门狗2》（2016）中有小幅、無語音的出場，並在《看門狗：自由軍團》（2020）中作為可玩角色回歸，在該作的「血脉相承」擴展包中與《看门狗2》的角色扳手（Wrench）共同擔任主角。艾登·皮爾斯也出現在遊戲外的媒體中，如約翰·雪莉（John Shirley）所著的小說《Watch Dogs //n/Dark Clouds》（2014）以及西恩·格里斯比（Sean Grigsby）和史都華·霍特森（Stewart Hotson）合著的《Watch Dogs: Stars and Stripes》（2022）。
在遊戲中，艾登被描繪成一位技術高超的灰帽黑客和自衛者，居住在芝加哥，並利用虛構的ctOS系統來操控城市的基礎設施和安全功能。在一次針對他的暗殺企圖導致他年幼的姪女死亡後，艾登展開了對責任者的復仇之路，同時試圖從創傷中慢慢走出來。在《看門狗：自由軍團》中，故事發生在《看門狗》事件將近二十年後，艾登搬到倫敦，試圖與疏遠的姪子重新建立聯繫，並捲入當地駭客組織DedSec，該組織試圖將城市從壓迫性的私人軍事公司控制下解放出來。
艾登首次在2012年E3遊戲展上由育碧在一段展示影片中公布。根據導演強納森·莫林的說法，《絕命毒師》的主角華特·懷特是艾登的直接靈感來源，因為他們都是被設計成有缺陷的反英雄角色。艾登的角色在評論界收到的反應大多褒貶不一，許多評論家批評他令人難以喜愛且缺乏成長，不過他在《自由軍團》「血脈相承」擴展包中的表現則獲得了較為正面的評價。

## 登場

### 看門狗
艾登·皮爾斯首次在《看門狗》遊戲中登場。背景故事設定為他於1974年5月2日出生於北爱尔兰的贝尔法斯特。在某個時間點，他與母親和妹妹妮琪從貝爾法斯特移民到芝加哥，暗示他的父親是一名罪犯和虐待狂。根據艾登的說法，他在一個艱難的社區成長，經常參與暴力行為並加入幫派，在那裡他學會了戰鬥和使用武器。後來，他成為了一名精通電腦的灰帽駭客，利用芝加哥的ctOS網絡操控城市的基礎設施和安全功能。
艾登以收尾人和小偷的身份活動，某個時間點遇到了駭客戴米安·布倫克斯，並與他形成了夥伴關係。在2012年，艾登和戴米安在愛爾蘭幫老大德莫特·奎恩擁有的梅洛特酒店進行一次搶劫，黑入並從人們的銀行賬戶中轉移資金。然而，當艾登無意中觸發另一名駭客設置的無聲警報時，他突然結束了搶劫，暴露了自己和戴米安的身份。在2012年10月26日，當艾登駕車帶著他的侄子傑克森和姪女莉娜前往伊利諾伊州的波尼時，奎恩僱傭的殺手莫里斯·維加向他們的車胎開槍，導致他們發生車禍。艾登和傑克森倖存下來，但莉娜在事故中喪生，這使艾登發誓要向那些負責的人復仇。
一年後，艾登在一個棒球場上追查到莫里斯，但未能從他那裡得知委託人的身份。將莫里斯交給他的搭檔、僱傭收尾人約爾迪·秦後，艾登前往妮琪和傑克森的住處為後者慶祝生日，但得知有人在騷擾他們。在黑客組織DedSec成員克菈菈·里爾的幫助下，艾登追查並確認騷擾者是戴米安。戴米安告訴艾登，他想要引起艾登的注意，讓他幫忙找到梅洛特搶劫案中的另一名駭客，但艾登拒絕了。然而，當戴米安綁架妮琪後，艾登被迫妥協。
在布魯姆公司的一個前基地「碉堡」建立新的藏身處後，艾登在克菈菈的幫助下追查到駭客是幫派首領兼退伍軍人德福德·「伊拉克」·韋德。為了進入伊拉克的服務器，艾登潛入他參加的一次人類拍賣會，複製了他的訪問密鑰，並逼迫他的堂弟泰隆·「臭蟲」·海因斯成為內應。臭蟲獲得了一個數據樣本，顯示伊拉克擁有幾乎每個芝加哥市民的資訊，通過勒索來保護他的幫派不受當局干涉。
由於臭蟲恢復的數據加密程度超出艾登和克菈菈的能力範圍，他們決定追查傳奇駭客兼前布魯姆公司告密者雷蒙德·「丁骨」·肯尼，他為了揭露ctOS的危險性而導致了2003年美加大停电，並被迫逃亡。艾登找到肯尼，但後者拒絕離開，直到艾登將他的身份從ctOS中刪除，讓他能夠回到芝加哥。在潛入布魯姆總部後，艾登完成了這項任務，但在此過程中發現戴米安出賣了肯尼的位置，以換取對ctOS的完全訪問權限。這迫使艾登保護肯尼免受布魯姆私人保安部隊的攻擊，然後兩人一起返回芝加哥。隨後，艾登襲擊伊拉克的基地，完成了服務器數據的下載，並在對方與他對峙時將其殺死。
艾登、肯尼和克菈菈無法解密伊拉克的數據，因為另一名駭客JB·「第福特」·馬可維奇入侵他們的系統，竊取並刪除了這些數據。第福特還揭露克菈菈受僱追查艾登在梅洛特搶劫案後的位置，因此間接導致了莉娜的死亡，這讓艾登憤怒地趕走了她。與此同時，戴米安要求知道艾登的進展，於是後者設下陷阱，謊稱已獲得戴米安想要的數據，要求他釋放妮琪。然而，戴米安識破了艾登的謊言，並報復性地向當局曝光了他的身份。解決了第福特並找回被盜數據後，艾登在肯尼的幫助下找到了妮琪並救了她，讓她和傑克森離開芝加哥。
在肯尼完成數據解密後，他告訴艾登，德莫特·奎恩是下令對他進行襲擊的人。艾登與奎恩對質，後者透露他下令襲擊是因為他認為艾登正在尋找市長多諾萬·拉什莫爾殺害布魯姆前工程師蘿絲·華盛頓的秘密錄像。艾登通過駭入奎恩的心律調節器殺死了他，隨後戴米安告知艾登，奎恩派殺手追殺克菈菈，因為她成了累贅。艾登無法拯救克菈菈，但他將華盛頓被殺的影片公開，激怒了戴米安，後者原本希望利用這些勒索材料謀取私利。當戴米安利用ctOS在芝加哥製造混亂時，艾登用肯尼創建的病毒關閉了系統，引發大停電，並追蹤到戴米安在一座燈塔上的位置。約爾迪受雇殺死兩人，但艾登傷害了約爾迪並殺死了戴米安。之後，約爾迪告訴艾登莫里斯的位置；艾登前往並決定他的命運。
在Bad Blood（血恨交織）擴展包中，艾登有一次小幅的語音出場，設定在遊戲主線劇情結束後。在一個支線任務中，肯尼發現布魯姆公司對艾登懸賞10萬美元。經過調查，他得知一名告密者向布魯姆透露了艾登使用碉堡作為藏身處的事實。隨後，布魯姆僱傭賞金獵人追捕並殺死艾登。肯尼消滅了這些賞金獵人並致電艾登，警告他懸賞在身，從而阻止布魯姆追蹤到他。

### 看門狗2
在《看门狗2》中，艾登·皮爾斯在“不祥征兆”任務中以非玩家角色短暫出場。除了艾登，马可仕·哈洛威也在调查这个人口贩卖团伙，他闯进了布拉特瓦幫看守的地堡，黑进了艾登手中的手机（以及他的警棍），看到艾登看到了分心的警衛然后看了一眼监控摄像头。然后他吸引警衛靠近他，殺死警衛取得鑰匙，並带着警棍和手机离开，并向马可仕点了个感谢的头，然后引发了一次小型的停电来掩盖他的逃跑。

### 看門狗：自由軍團
艾登·皮爾斯在《看門狗：自由軍團》中作為可玩角色回歸，僅限購買季票的玩家。此外，他還在該作的「血脈相承」擴展包中與《看门狗2》的角色扳手（Wrench）共同擔任主角。
擴展包的故事發生在主遊戲劇情之前，講述艾登前往倫敦與他已分離十六年的姪子傑克森重聚，並接受約爾迪委託的任務。艾登的任務是潛入Broca Tech公司，獲取一個由托馬斯·倫帕特領導的新機器人設計項目的照片證據，並取回一個名為「BrocaBridge」的裝置。然而，他的任務被扳手打斷，後者也在尋找BrocaBridge。兩人發生衝突，最終扳手帶著BrocaBridge逃脫，而艾登則被倫帕特的人抓獲，不過他很快就逃脫了，並與傑克森取得聯繫。儘管不想捲入其中，傑克森還是指引艾登找到DedSec的聯繫人康妮·羅賓遜，康妮同意幫助艾登，但條件是艾登需要幫忙完成一些任務。倫帕特也聯繫艾登，威脅他如果不取回BrocaBridge，就會傷害傑克森。
在傑克森的幫助下，艾登找到扳手的藏身處並與他對峙。扳手透露他曾被倫帕特僱用來設計機器人，但最終被背叛，因此他通過偷走BrocaBridge來報復，因為倫帕特需要這個裝置來完成他的計劃。與此同時，倫帕特找到並抓獲傑克森，並以此要挾艾登交出BrocaBridge。艾登從扳手那裡取回裝置後，將其交給倫帕特，但未意識到這是一個由扳手製作的爆炸假貨。爆炸使倫帕特毀容，並讓艾登和傑克森逃脫，但艾登在此過程中中彈並昏迷。扳手允許艾登和傑克森留在他的藏身處，並取得醫療用品來幫助艾登康復。
隨後，Broca Tech的CEO斯凱·拉森聯繫扳手，提議幫助艾登康復，條件是扳手需要重新奪回她被倫帕特控制的設施。完成任務後，拉森提議對傑克森進行實驗性試驗，使用BrocaBridge將他的心靈與艾登連接。傑克森進入艾登的心靈世界，回顧了他過去的幾段記憶，幫助他克服了對自己在莉娜死亡事件中所扮演角色的內疚感。決定放下自衛者身份的艾登從昏迷中醒來，並與傑克森和解。之後，艾登和傑克森遠程幫助扳手對付試圖逃離倫敦的倫帕特。扳手最終擊敗倫帕特，後者被逮捕，而艾登和扳手則決定繼續合作。不久後，康妮邀請他們加入DedSec，成為該組織的特工，故事與《看門狗：自由軍團》的主線劇情相連。

### 其他媒體
在遊戲之外，艾登還作為主角出現在由John Shirley所著、與首款《看門狗》遊戲同時發行的小說《Watch Dogs //n/Dark Clouds》中，該小說是《看門狗》遊戲的續集。他也出現在2022年由Sean Grigsby和Stewart Hotston合著的小說《Watch Dogs: Stars and Stripes》中，該小說是《看門狗：自由軍團》「血脈相承」擴展包的前傳。

## 評價

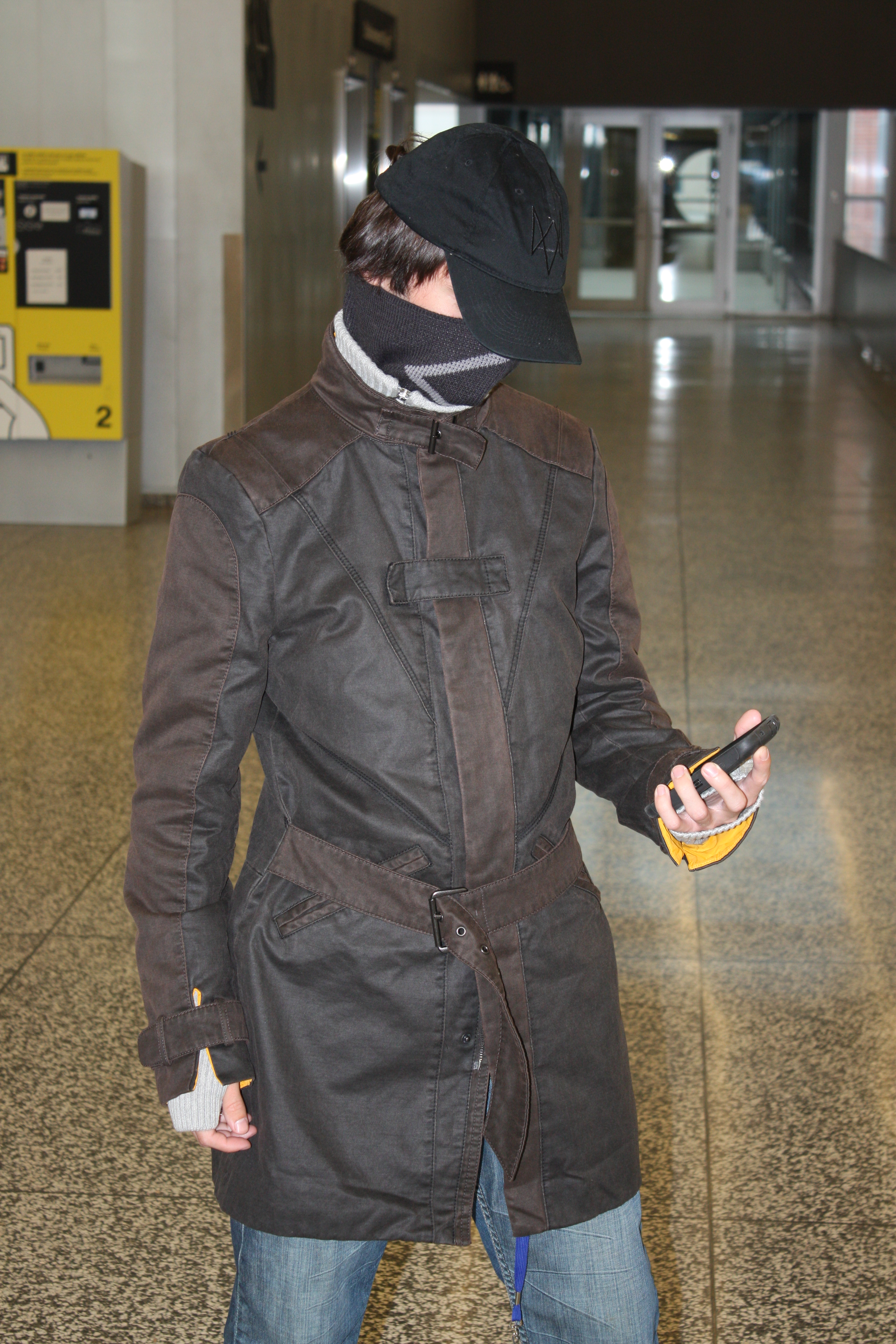
2014年Otakuthon上的艾登·皮爾斯角色扮演

在《看門狗》遊戲中，艾登·皮爾斯這個角色受到了評論家的批評。Eurogamer的丹·懷特黑德（Dan Whitehead）批評艾登的角色，表示「他為了對自己遭受的同樣不公正行為進行報復而進行偷竊、攻擊、勒索和謀殺，而這種虛偽行為卻沒有受到挑戰」，並指出他缺乏任何有意義的角色成長，且性格「令人難以忍受」。GamesRadar+的安迪·哈塔普（Andy Hartup）批評艾登角色性格「有點無聊」。
GameSpot的凱文·范奥德（Kevin VanOrd）表示，故事只有在擺脫「復仇故事的陳詞濫調」時才會有生氣，他對配角的情感聯繫比對艾登更深。類似地，IGN的Dan Stapleton不喜歡艾登缺乏個性，並認為配角更有趣。PC Gamer的克里斯多福·李文斯頓（Christopher Livingston）也更喜歡另一個角色，而非艾登。
然而，艾登在《看門狗：自由軍團》的「血脈相承」擴展包中的角色表現普遍受到評論家的好評。PCMag的麥克·威廉斯（Mike Williams）表示「育碧終於讓艾登·皮爾斯成為了一個有趣的角色」。Press Start Australia的詹姆斯·伯里奇（James Berich）指出，他在「血脈相承」中發現艾登的角色更令人喜愛。另一方面，《华盛顿邮报》的金·帕克（Gene Park）認為擴展包並沒有對艾登的角色進行太多改善，並表示「那些認為艾登是一個令人討厭的殺人狂的評論家是正確的」。

## 註解
1. ↑  1973年，英国废除了北爱尔兰的地方政府，期间英国国旗成为唯一的官方旗帜。1999年恢复议会后，未重新启用任何代表北爱尔兰的旗帜，现因北爱尔兰的民族认同多样化而不使用任何国籍标示。